# Mirror (песен на Камила Исмаилова)
„Mirror“ (на български: Огледало) е песен на Камила Исмаилова, която представя Сан Марино на детската „Евровизия“ през 2015 година. Автори на песента са Андрели, Джоузефин Гленмарк, Пиеро Ромители и Камила Исмаилова.
Певицата обича да се наслаждава на света през огледало и да застава зад обектива – вероятно затова песента носи това име.